# Je t'en remets au vent
Pistes de Tout corps vivant branché sur le secteur étant appelé à s'émouvoir
La fin du Saint Empire romain-germanique La maison Borniol
Je t'en remets au vent est une chanson écrite et composée par Hubert-Félix Thiéfaine. Elle fait partie de son premier album Tout corps vivant branché sur le secteur étant appelé à s'émouvoir sorti en 1978. C’était une de ses premières compositions lors de rêveries en lycée à Dole. Thiéfaine mentionne que c'est « la seule que ma mère a entendue, car elle est décédée peu de temps après ». Elle a donc été composée avant 1972.
Le style est très différent de l’écriture actuelle : romantique mais déjà cynique et désabusé (« D'avoir voulu vivre avec moi / T'as gâché deux ans de ta vie / Deux ans suspendue à ta croix / … »). C'est malgré son âge une des chansons incontournables que le public attend en concert. Elle est présente sur les albums live Paris-Zénith, En concert à Bercy, VIXI Tour XVII, 40 ans de chansons sur scène et sur la compilation Séquelles.